# Igreja Matriz de Gondomar
A Igreja Matriz de Gondomar, também referida como Igreja Paroquial de Gondomar e Igreja de São Cosme e São Damião, localiza-se na atual freguesia de Gondomar (São Cosme), Valbom e Jovim, na cidade e no Município de Gondomar, Distrito do Porto, em Portugal.

## História
Foi erguida a partir do início do século XVII.

## Características
Em estilo barroco, é ladeada por uma torre sineira. Em sua frontaria destacam-se os nichos das imagens em granito dos seus padroeiros, os santos gémeos Cosme e Damião.
Em seu interior destaca-se a talha dourada dos retábulos do altar-mor e dos altares laterais, a pintura dos caixotões do teto e a estatuária religiosa com destaque para a imagem da Virgem com o Menino.

## Galeria

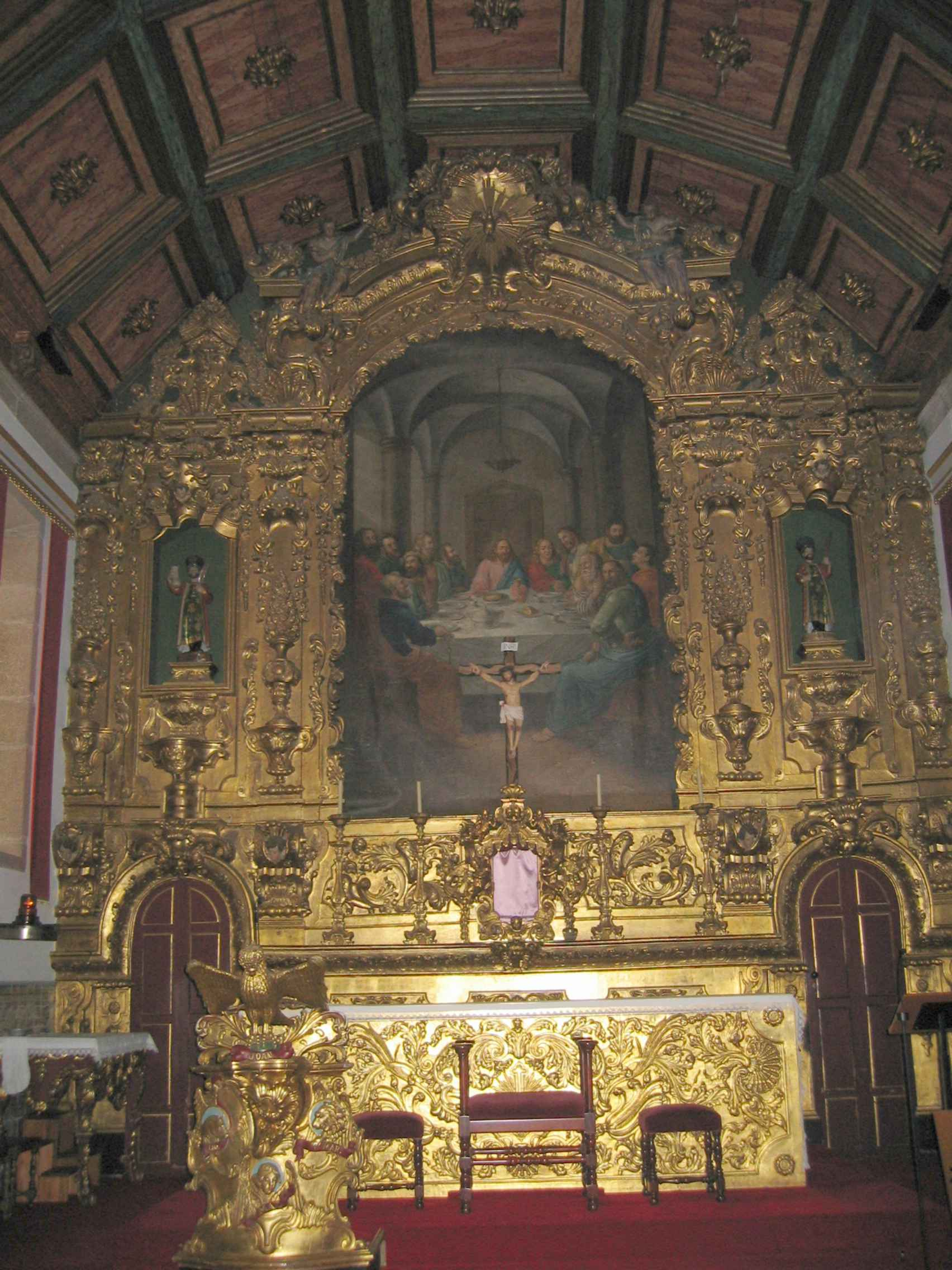
Altar-mor
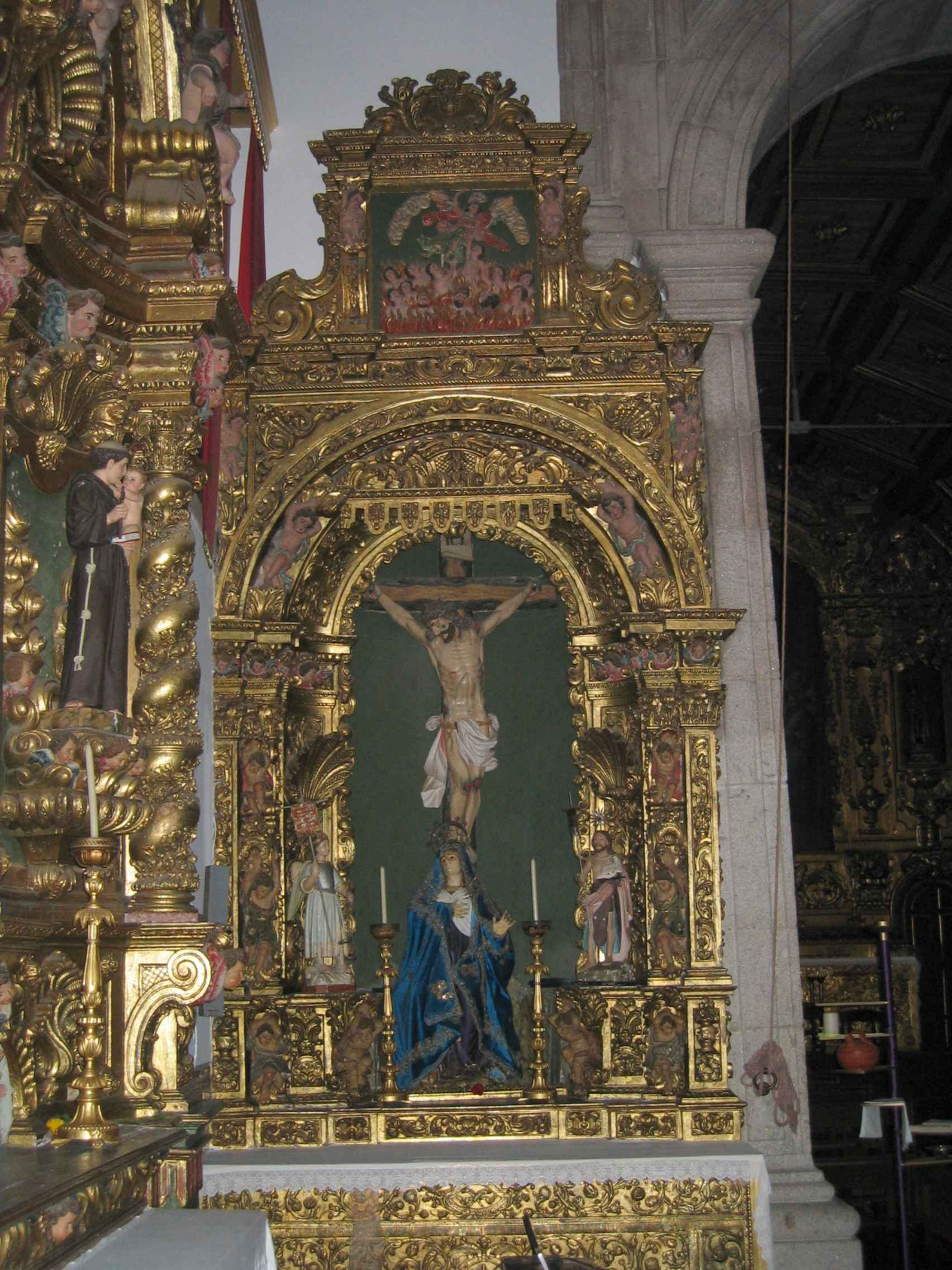
Retábulo lateral
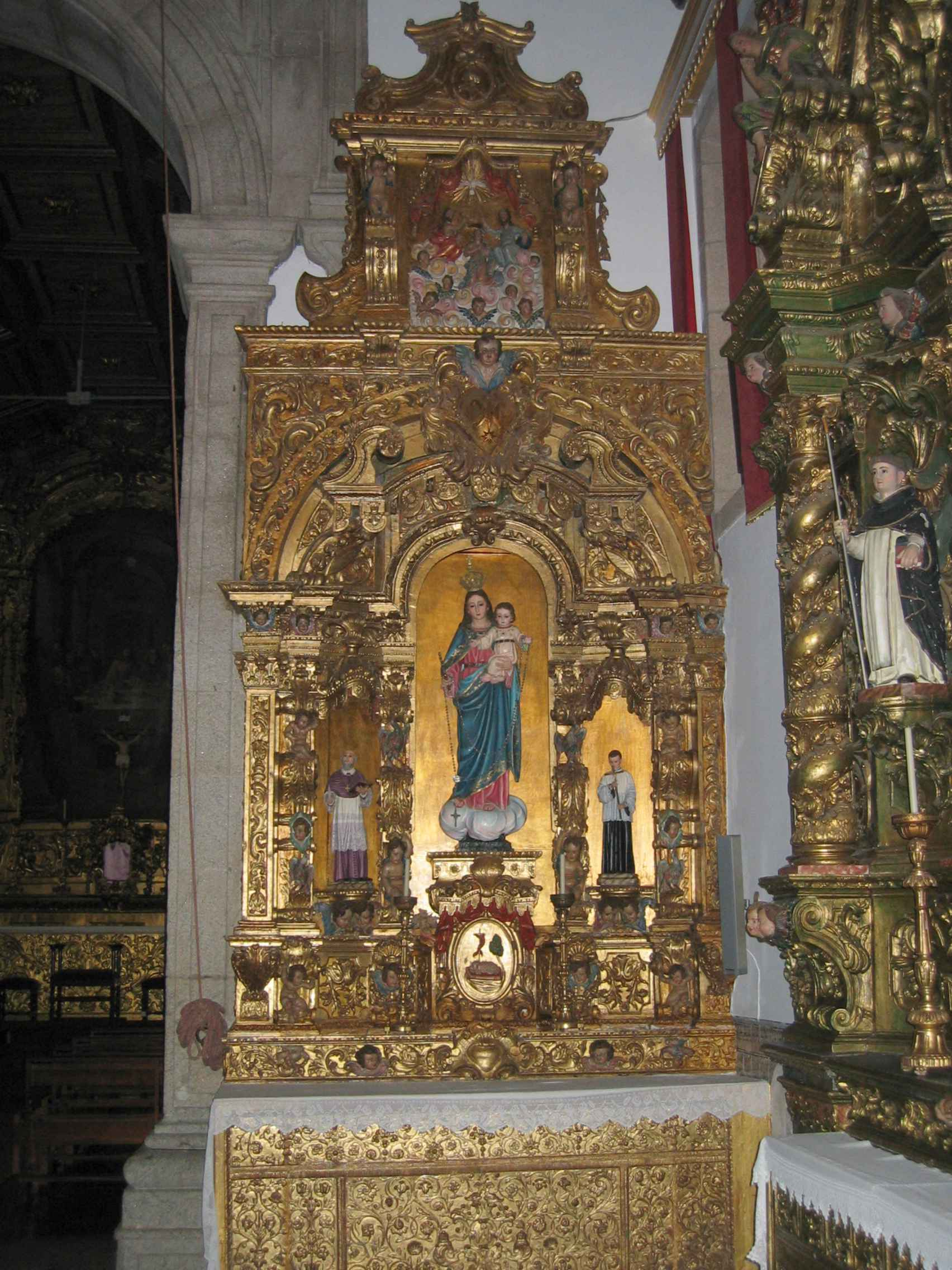
Virgem com o Menino